# Federico Finozzi
Federico Finozzi (Casciana Terme, 1975 – Casciana Terme, 17 agosto 2017) è stato un nuotatore italiano, membro della nazionale italiana trapiantati e vincitore di sei medaglie ai Giochi mondiali dei trapiantati.

## Biografia
Coltivò sin da bambino l'attività agonistica del nuoto, per poi iniziare anche la carriera arbitrale nel calcio nel 1994. Colpito da una malattia al fegato diagnosticatagli a 19 anni, nel 2003 subì un trapianto che sembrava avergli compromesso le speranze di condurre una vita normale, tuttavia egli seguitò ad allenarsi nel nuoto; nel 2005 venne selezionato dalla Nazionale italiana trapiantati per partecipare alla quindicesima edizione dei Giochi mondiali dei trapiantati di London, in Canada, dove vinse sei medaglie, quattro individualmente e due con le staffette - tre ori, un argento e due bronzi - stabilendo anche un record del mondo.
Morì nel 2017 all'età di 42 anni, lasciando la moglie e la figlia. Era presidente regionale AIDO e giornalista pubblicista.

## Palmarès
- XV edizione dei Giochi Mondiali dei Trapiantati
  - Terzo posto nei 50 metri stile libero
  - Primo posto nei 50 metri rana (record dei giochi)
  - Primo posto nei 100 metri rana
  - Primo posto nei 200 metri misti